# Juan Carlos Coy
Juan Carlos Coy Carrasco (Sutamarchan, Boyacá, Colombia, 24 de junio de 1963), político colombiano miembro del Partido de la U y abogado de la Universidad de Santo Tomas. Fue Concejal y Alcalde del Municipio de Madrid, Cundinamarca en el periodo 2001-2003  y actualmente es Diputado de la Asamblea de Cundinamarca 2008-2011, 2012-2015, 2016-2019, 2020-2023 y 2024-2027. Fue presidente de la Asamblea en el año 2012 cargo que vuelve a ejercer en el año 2023.

## Biografía
Juan Carlos Coy Carrasco nació en Sutamarchán, Boyacá, pero a los cuatro años de edad fue llevado por sus padres al municipio de Madrid, Cundinamarca, donde cursó sus estudios de primaria y bachillerato en la Institución Educativa Departamental tecnológico de Madrid, en el año de 1985 inicia sus estudios de pregrado en la Universidad de Santo Tomas recibiendo su grado en Derecho en el año de 1991.
Es especialista en Derecho Financiero y Bursátil de la Universidad Externado de Colombia 2002-2003, Especialista en Derecho Penal 2005-2006 de la Universidad del Rosario 2005-2006, de igual forma es Magíster en Estrategias Territoriales y Ambientales en el Ámbito Local (ESTEAM) de la Universidad de Huelva 2015-2017, actualmente cursa un Doctorado en Ciencia Regional: Empresa y Territorio en la misma Universidad.
Además de ejercer como Diputado de la Asamblea de Cundinamarca, ha ejercido como docente de Gestión Publica en la Universidad de Cundinamarca, de Derecho Constitucional en la Universidad Cooperativa de Colombia, y de Derecho Administrativo General en la Universidad Militar Nueva Granada (sede campus).

## Trayectoria Política

### Alcaldía de Madrid Cundinamarca(2001-2003)
En las elecciones regionales del año 2000 postuló su nombre como candidato a la alcaldía del municipio de Madrid, Cundinamarca, siendo electo Alcalde el 29 de octubre del 2000, iniciando su periodo constitucional de tres años como dignatario de este municipio el 1 de enero de 2001 y finalizando el 31 de diciembre de 2003.

#### Resultado elección de 2000.
| Candidato                | N° de votos | Alcalde Elegido |
| ------------------------ | ----------- | --------------- |
| Juan Carlos Coy Carrasco | 8580        | X               |
| Edgar Otalora Chacón     | 881         |                 |
| Heberto Muñoz Porras     | 7900        |                 |
| Votos no marcados        | 178         |                 |
| Votos Nulos              | 282         |                 |
| Votos en Blanco          | 426         |                 |
| TOTAL                    | 18247       | 18247           |

### Miembro Partido de la U
Actualmente y desde hace 15 años ha venido ejerciendo como Honorable Diputado del partido de la U, nombrado en 2009 como presidente del partido y coordinador de la campaña presidencial en Cundinamarca.

### Asamblea Departamental de Cundinamarca.
Ha sido electo en cuatro ocasiones como Diputado del Departamento de Cundinamarca de manera ininterrumpida desde la elección de 2008 donde se ha destacado como un diputado estudioso y prepositivo en su paso por la Asamblea ha radicado y ha sido ponente de importantes proyectos de Ordenanza.

## Iniciativas
El legado Co-Administrativo de Juan Carlos Coy Carrasco se identificó por su participación en las siguientes iniciativas desde la asamblea:
- Ponencia Plan de desarrollo "Cundinamarca Corazón de Colombia" (2008-2012)
- Ponencia Plan de desarrollo "Cundinamarca Calidad de vida" (2012-2016)
- Ponencia Plan de desarrollo "Unidos Podemos más" (2016-2019)
- Ponencia Plan de desarrollo "Cundinamarca Región que progresa" (2020-2023)[4]
- Ponencia de la Ordenanza 110 de 2011 “Adopción de directivas para la protección de los cauces y eliminación de riesgos por inundación en el territorio del departamento de Cundinamarca, en especial en la cuenca del río Bogotá”
- Ponencia Política pública de juventud del departamento de Cundinamarca (2015)
- Ponencia de la Ordenanza 017 de 2016 “por el cual se crea el consejo departamental de paz y se dictan otras disposiciones”.[5]
- Ponencia de la Ordenanza 037 de 2016 “por la cual se crea el banco de iniciativas juveniles y se dictan otras disposiciones”
- Ponencia Región metropolitana (2022)[6]
- Autor de la Ordenanza 104 de 2023 "por medio de la cual se incentiva la práctica del Tejo como deporte en el Departamento de Cundinamarca y se dictan otras disposiciones"[7]